# Onarmach (журнал)
«Onarmach» (Онарма́х; лит. Pažanga; «Успех», «Прогресс») — караимский журнал, основанный в межвоенное время одноимённым обществом караимов Паневежиса (Литва). Вышло три номера — в 1934 в Каунасе, в 1938 в Пасвалисе (объёмом 33 страницы и 6 страниц песен с нотами) и в 1939 году в Паневежисе (40 страниц). Редактором первых двух номеров был юрист и поэт Михаил Самуилович Тынфович (Тинфович; 1912—1974), а последний номер издания вышел под редакцией Иогонадава Роецкого.
Издателями журнала руководило желание сохранить родной язык, поэтому караимские тексты печатались с использованием литовских письменных знаков и фонетики. Около 70–90% статей были написаны не-литовскими караимами: Т. С. Леви-Бабовичем, А. М. Мардковичем, С. С. Крымом, А. Зайончковским, Б. Я. Кокенаем, А. Шишманом. Первый номер журнала содержал несколько писем от каирской караимской общины, переведённых с «языка Торы». В последнем номере журнала была опубликована легенда С. С. Крыма «Молитва гахама» в переводе на тракайский диалект караимского языка. Также на страницах «Onarmach» печаталась поэзия караимских авторов: Шелумиэля Лопатто, Якова Малецкого, Семёна Кобецкого, Михаила Тынфовича; обсуждались текущие и прошедшие события в жизни караимских общин, как, например, визит итальянского антрополога Коррадо Джини в Паневежис в 1934 году.
Из-за начавшейся войны выпуск журнала, ныне считающегося важнейшим культурным достижением караимов Северной Литвы, был прекращён.